# 多佛山 (印第安納州)
多佛山（英語：Dover Hill）是位於美國印地安納州馬丁縣的一個人口普查指定地區。該地的面積和人口皆未知。